# Nacht der Gaukler
Nacht der Gaukler ist ein 1996 erschienener Schweizer Spielfilm von Michael Steiner.

## Handlung
Während einer kafkaesken Bilderfahrt in Schwarzweiss, erzählt der Film das Schicksal des sensiblen und angepassten Revisors Klaus Koska, der in einem europäischen Faschismus der Vergangenheit Zeuge eines politischen Mordes wird und danach ausgerechnet selbst unter falschen Tatverdacht gerät. Ins Visier des menschenverachtenden Überwachungsstaats geraten, tritt der Zeuge eine Flucht nach innen und nach aussen an, um den Häschern des Systems, die ihm den Tod wünschen, zu entkommen.

## Kritik
Nach Einschätzung der Redaktion des Lexikon des internationalen Films ist der Film „ein surrealer Krimi mit kafkaesken Zügen, dessen Geschichte sich allerdings auf Dauer als wenig tragfähig erweist“. Er sei „immerhin ein sympathischer Erstlingsfilm, der seine Geschichte erfrischend ungeschliffen erzählt“.

## Produktionsdetails
Der Film wurde in der Schweiz, in Berlin und in Budapest gedreht.